# 喬·查斯汀
喬·L·查斯汀（英語：Joe L. Chasteen，1925年6月8日—2021年8月17日）是一位美國共和黨籍政治人物、保險業從業員和商人，生於懷俄明州普拉特縣烏瓦。查斯汀曾於查爾頓州立學院（Chadron State College）以及懷俄明大學就讀，並曾經在1973年至1977年期間擔任懷俄明州眾議院議員。